# Panelus manasi
Panelus manasi là một loài bọ cánh cứng trong họ Bọ hung (Scarabaeidae).